# Piper montivagum
Piper montivagum är en pepparväxtart som beskrevs av Henry Nicholas Ridley. Piper montivagum ingår i släktet Piper och familjen pepparväxter. Inga underarter finns listade i Catalogue of Life.